# Systems in Blue

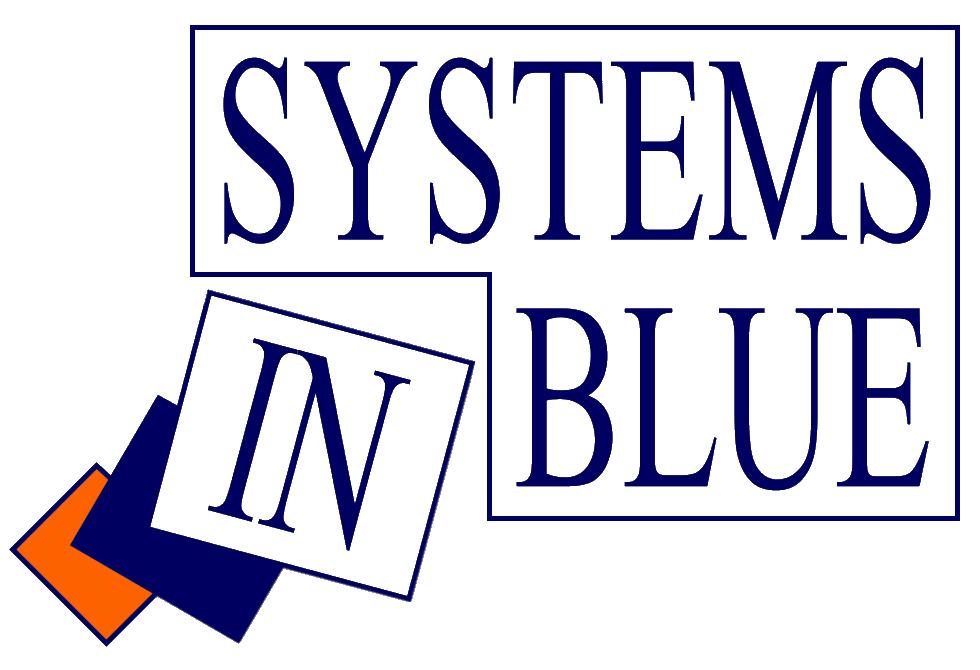
Logo zespołu

Systems in Blue – projekt muzyczny, zapoczątkowany w 2003 roku przez Thomasa Widrata oraz muzyków sesyjnych Dietera Bohlena, śpiewających chórki oraz nagrywających większość partii instrumentalnych w Modern Talking i Blue System.

## Dyskografia

### Albumy
- 2005: Point Of No Return
- 2008: Out Of The Blue
- 2009: Heaven & Hell - The Mixes
- 2012: Voices from Beyond
- 2020: Blue Universe (The 4th Album)

### Single
- 2004: Magic Mystery
- 2004: Winner
- 2005: Point Of No Return
- 2006: 1001 Nights
- 2006: Give A Little Sweet Love (feat. Mark Ashley)
- 2007: Voodoo Queen
- 2008: Dr. No
- 2009: System In Blue

### Fan CD
- 2004: Winner (Special Fan - Edition)
- 2005: System In Blue
- 2005: Sexy Ann
- 2008: Jeannie Moviestar (feat. Mark Ashley)